# Austroplatypus incompertus
Австралійський жук-плоскохід Austroplatypus incompertus — єдиний вид у величезній родині довгоносиків, якому притаманна еусоціальність, аналогічна тій, яку мають інші суспільні комахи (мурашки, частина бджіл тощо).

## Зовнішній вигляд
Дорослі жуки мають типове для родини Platypodidae циліндричне тіло, 6 мм завдовжки і близько 3 мм у діаметрі. Покриви брунатного кольору, блискучі. Самиця відрізняється від самця наявністю у неї міцетангія і зубчиків посередині надкрил біля їх основи. Задній край надкрил самиці утворюють нахил, який, наче совок, допомагає комасі очищувати ходи від деревинних вигризків та екскрементів.
Яйце має розміри 0,45 × 0,70 мм, воно овальне, напівпрозоре, біле, блискуче, зовні гладеньке.

## Спосіб життя
Життя Austroplatypus incompertus пов'язане принаймні з 18 деревними видами австралійської флори. Майже всі вони є видами Евкаліптів, крім одного — Corymbia gummifera.

Личинка жука Austroplatypus incompertus. Фото зроблене на скануючому мікроскопі

Після запліднення самиця знаходить рослину-господаря і вигризає у живій деревині тунель або галерею (під корою) довжиною 5–8 см. Цей хід іде перпендикулярно осі стовбура і може доходити до серцевини. Праворуч і ліворуч від цього головного ходу комаха вигризає короткі горизонтальні тупикові тунелі. На їх стінки з міцетангію потрапляють спори грибка з роду Ambrosia. Спори проростають і вкривають їх суцільним шаром гіфів. Тут самка відкладає яйця, з яких вилуплюються личинки. Вони живляться гіфами, ростуть, чотири рази линяють і заляльковуються.
Лялечка м'яка й біла, але поступово її покриви твердішають і темнішають і, урешті-решт з неї виходить дорослий жук. Самці виходять раніше і виходять назовні. Деякі самиці (їх звичайно, не більше п'яти), втрачають лапки і разом із ними — можливість покинути гніздо . Незапліднені, вони лишаються у ньому і допомагають засновниці колонії розширювати та очищувати ходи. Така колонія може існувати від чотирьох до 36 років.

## Значення у природі та житті людини
Подібно до інших видів, Austroplatypus incompertus є невід'ємною ланкою природних екосистем, споживаючи рослинні тканини і інших комах. Він є важливим об'єктом для вивчення загально біологічного явища — еусоціальності. Разом з тим, діяльність плоскохода знижує цінність ділової евкаліптової деревини.